# Liste historischer Staaten in Australien und Ozeanien
Die Liste historischer Staaten in Australien und Ozeanien umfasst alle heute nicht mehr existierenden Staaten. Die Staaten entstanden erst nach der Entdeckung von Australien durch die Europäer.

## Liste
- Tongaisches Imperium (950–1865)
- Königreich Tahiti (1788–1880)
- Königreich Hawai'i (1795–1893)
- Königreich Bora Bora (1847–1895)
- Königreich Rarotonga (1858–1893)
- Republik Hawaii (1893–1898)